# Tomasz Paul
Tomasz Paul (ur. 30 listopada 1880 w Mszczyczynie, zm. 20 października 1939 w Książu Wielkopolskim) – major piechoty Wojska Polskiego, działacz niepodległościowy, kawaler Orderu Virtuti Militari.

## Życiorys
Urodził się w rodzinie Jana i Małgorzaty z Peisertów. W latach1886–1893 uczęszczał do szkoły powszechnej w Dolsku, a przez następne dwa lata otrzymywał lekcje prywatne.
1 października 1898 wstąpił do szkoły podoficerskiej w Kwidzynie. 1 października 1901 został przydzielony do pruskiego 155 pułku piechoty w Ostrowie Wielkopolskim. Po dziesięcioletniej czynnej służbie przeszedł do cywila w stopniu sierżanta. Pracował jako asystent sądowy w Sądzie Okręgowym we Wrocławiu. 4 sierpnia 1914 został zmobilizowany do armii niemieckiej. W czasie I wojny światowej walczył w szeregach 46 pułku piechoty. W lipcu 1915 został mianowany zastępcą oficera, a 11 grudnia tego roku podporucznikiem. Do końca listopada 1918 pełnił obowiązki oficera przy sztabie pułku.
Po przyjeździe do Dolska przyłączył się do powstańców wielkopolskich. W stopniu porucznika służył w 12 pułku strzelców wielkopolskich, który 10 lutego 1920 został przemianowany na 70 pułk piechoty. Uczestniczył w wojnie polsko-bolszewickiej, m.in. jako dowódca batalionu piechoty pod Wilejką, Połockiem, Głodowem i Przemiarowem. 3 maja 1922 został zweryfikowany w stopniu kapitana ze starszeństwem z 1 czerwca 1919 i 493. lokatą w korpusie oficerów piechoty. 10 lipca 1922 został zatwierdzony na stanowisku pełniącego obowiązki komendanta kadry batalionu zapasowego w Pleszewie. 1 grudnia 1924 został mianowany majorem ze starszeństwem z 15 sierpnia 1924 i 148. lokatą w korpusie oficerów piechoty. W tym czasie nadal pełnił służbę w 70 pp ale bez konkretnej funkcji. W maju 1925 był dowódcą II batalionu, a następnie został przydzielony do Korpusu Kadetów Nr 3 w Rawiczu. W kwietniu 1926 został przeniesiony do 68 pułku piechoty we Wrześni na stanowisko dowódcy I batalionu. Z dniem 30 września 1927 został przeniesiony w stan spoczynku. Po zwolnieniu z wojska mieszkał w Dolsku.
20 października 1939 został rozstrzelany w publicznej egzekucji przeprowadzonej na Rynku w Książu Wielkopolskim przez członków Einsatzkommando 14/VI. Został pochowany we wspólnej mogile ofiar kaźni na miejscowym cmentarzu parafialnym.

## Ordery i odznaczenia
- Krzyż Srebrny Orderu Wojskowego Virtuti Militari nr 3219[15]
- Krzyż Niepodległości – 20 grudnia 1932 „za pracę w dziele odzyskania niepodległości”[16]
- Krzyż Walecznych – 1921[17]
- Medal Pamiątkowy za Wojnę 1918–1921[2]
- Medal Dziesięciolecia Odzyskanej Niepodległości[2]
- pruski Krzyż Żelazny I i II klasy[2]